# Dólmen de Axeitos

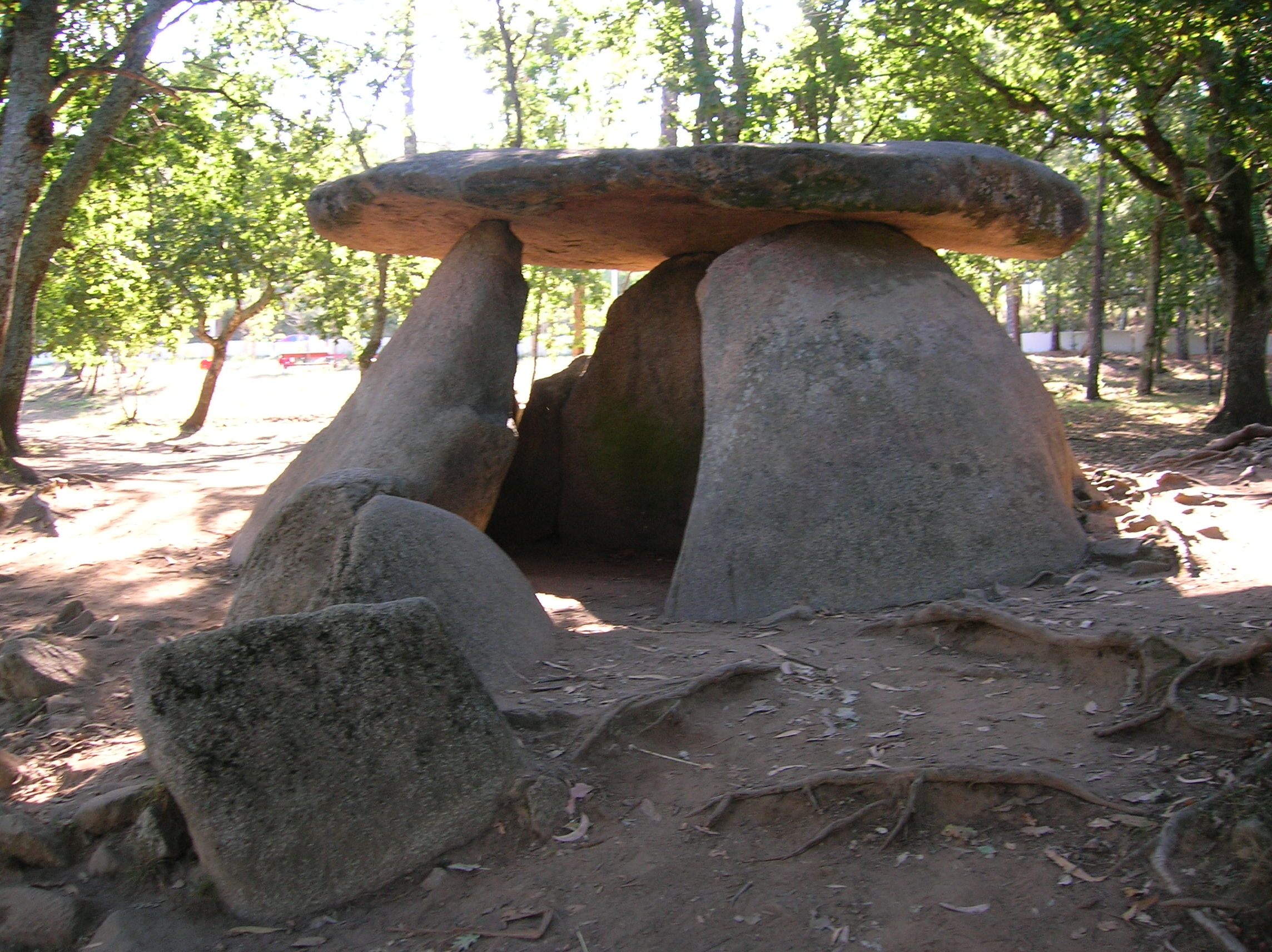
Imagem do dólmen

O dólmen de Axeitos é um dos monumentos funerários megalíticos mais conhecidos da Galiza.
Fica na paróquia de Oleiros, no concelho de Ribeira, perto das dunas de Corrubedo.
De pequenas dimensões, destaca pelo seu equilíbrio de formas. Conhecido como o "Partenon galego", estrutura-se numa planta poligonal com corredor formada por sete ortóstatos. Tem a orientação leste tradicional neste tipo de megálitos. 
É propriedade da Deputação da Corunha. A sua situação está bem sinalizada no acesso ao complexo das dunas de Corrubedo.